# Broglio TI

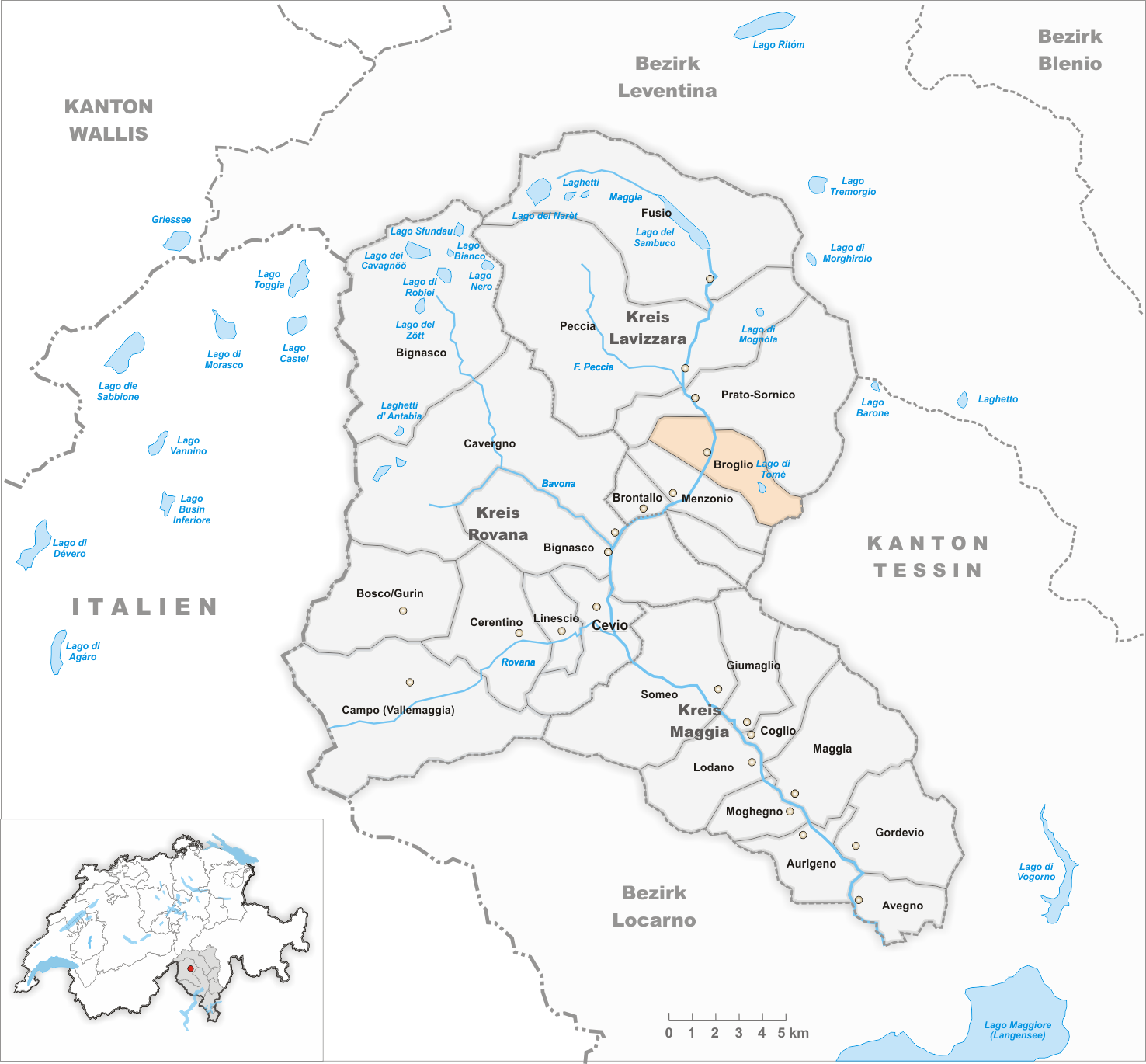
Gemeindestand vor der Fusion am 4. April 2004

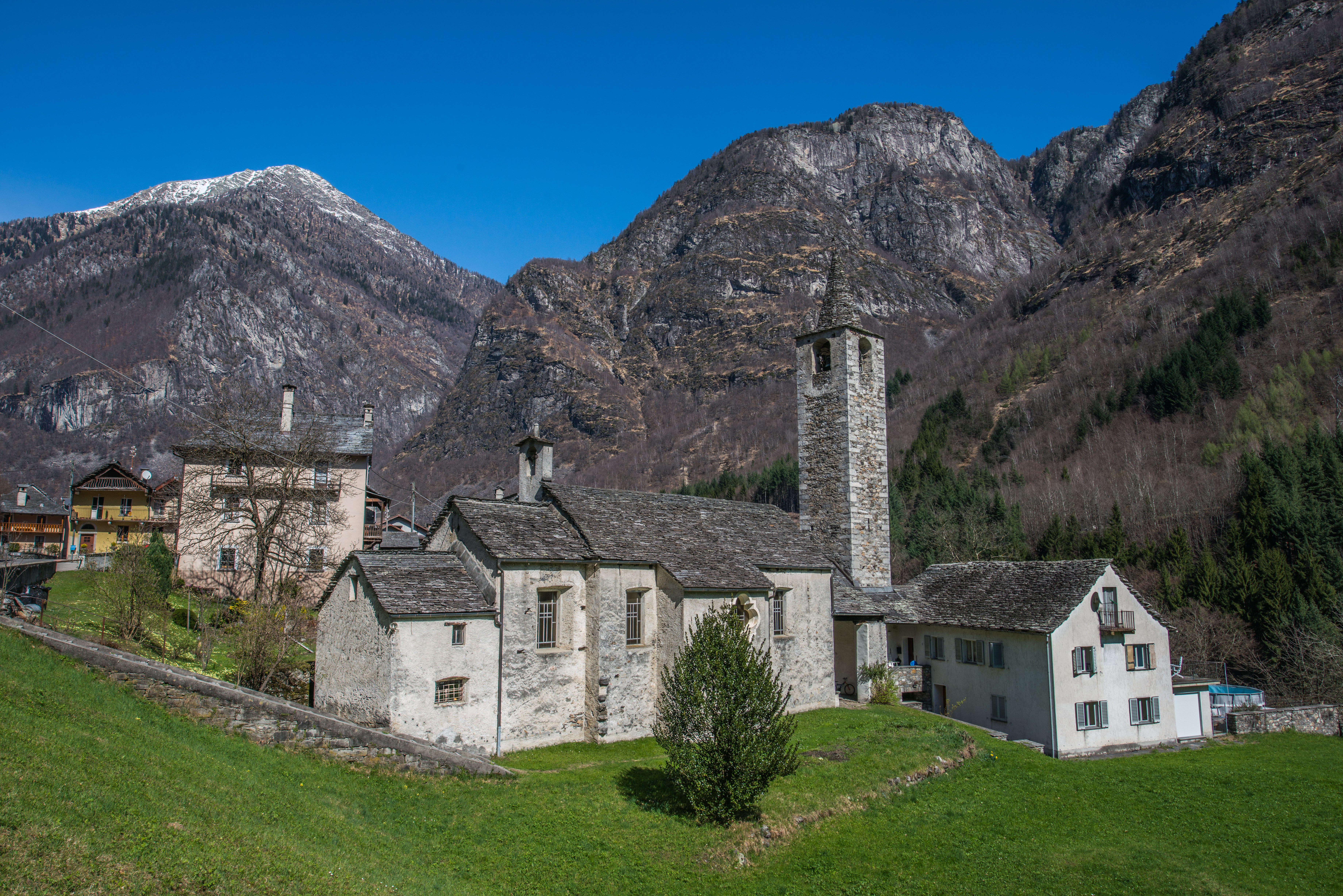
Pfarrkirche Santa Maria di Loreto

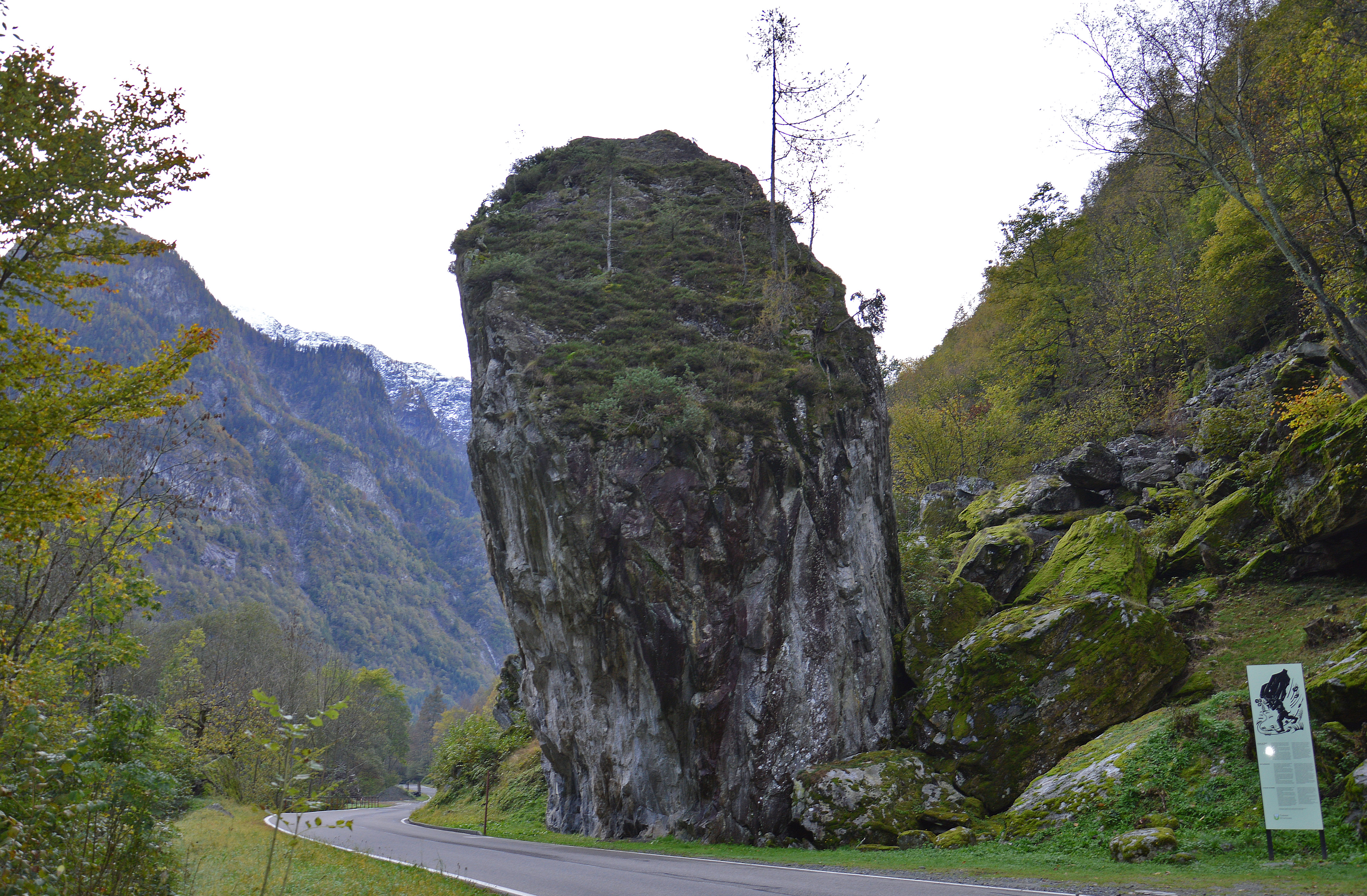
Al sasc du diáol (Teufelsblock)

Broglio ist eine Fraktion der politischen Gemeinde Lavizzara im Schweizer Kanton Tessin.

## Geographie
Das Dorf liegt auf 710 m ü. M. an der Strasse Locarno-Fusio und am rechten Ufer der Maggia (Fluss); 25 km nordwestlich von Locarno.

## Geschichte
Das Dorf wurde 1361 als Brono erstmals erwähnt. Bis ans Ende des 14. Jahrhunderts muss das Dorf mit Prato-Sornico, Peccia und Fusio eine einzige Gemeinde gebildet haben. Am 10. September 1397 kam es zur Teilung des gemeinsamen Gebiets. Broglio gehörte zuerst zur Pfarrei Locarno, dann zu Sornico; vor 1647 wurde es davon als selbständige Unterpfarrei losgelöst.
Die bis dahin selbstständige politische Gemeinde Broglio wurde am 4. April 2004 mit den früheren Gemeinden Fusio, Brontallo, Menzonio, Peccia und Prato-Sornico zur Gemeinde Lavizzara fusioniert. Broglio bildet aber nach wie vor eine eigenständige Bürgergemeinde.

## Bevölkerung
Einwohnerzahlen: Volkszählungsdaten

## Sehenswürdigkeiten
Das Dorfbild ist im Inventar der schützenswerten Ortsbilder der Schweiz (ISOS) als schützenswertes Ortsbild der Schweiz von nationaler Bedeutung eingestuft.
- Pfarrkirche Santa Maria di Loreto[8][9]
- Beinhaus, 1684[8]
- Oratorium Madonna della Neve im Ortsteil Monti di Rima[10], erwähnt 1599[8]
- Betkapelle[8]
- Wohnhaus Pometta, ehemaliges Corregione d’Orello.[8]
- Drei aufgeständerte Getreidespeicher[8]
- Steinbrunnen im Ortsteil Monti di Rima[8]
- Schalenstein an der Grenze der ehemaligen Gemeinde Prato-Sornico (900 m ü. M.)[11]

## Persönlichkeiten
- Familie Pometta[12][13][14]
  - Pietro Battista Pometta (* 1775 in Vuillafans; † 1843 in Broglio), Militärchirurg, Politiker, Tessiner Grossrat 1815–1830 und 1834–1839, Mitglied des Gerichts des Maggiatals 1814, 1815–1830[15][14]
  - Benedetto Pometta (* 1804 in Broglio; † 1875 ebenda), Sohn des Pietro Battista, Anwalt und Notar, Richter des Appellationsgerichts, Politiker, Tessiner Grossrat 1830–1834, einer der Führer der Gegenrevolution von 1841, zum Tode verurteilt, Flüchtling im Piemont, 1850 amnestiert[16][14]
  - Angelo Pometta (* 1834 in Broglio; † 1876 ebenda), Sohn des Benedetto, Landarzt im Maggiatal, Gemeindepräsident von Broglio, Tessiner Grossrat 1867–1876, Präsident der Società agricola valmaggese[17][14]
  - Daniele Pometta (* 1869 in Broglio; † 1949 in Luzern), Sohn des Eligio, Hauptarzt des Istituto Nazionale Assicurazioni Infortuni in Luzern. Verfasser von Sanitäre Einrichtungen und ärztliche Erfahrungen beim Bau des Simplontunnels 1896–1906; Gewerbevergiftungen und Berufskrankheiten (1917), Ritter der Krone von Italien[18][14]
  - Angiolo Pometta genannt don Verità (* 16. April 1871 in Broglio; † 1. August 1951 in Lugano), römisch-katholischer Priester; Journalist, Direktor der Zeitung La Patria, Domherr von Lugano, Rektor des Seminars von Lugano 1920–1927, Pfarrer von Pazzalino 1911–1920, von Massagno seit 1927; Domherr von Lugano, Redaktor des Credente cattolico und der Patria; Direktor der Zeitschrift Pagine nostre, veröffentlichte zahlreiche apologetische und polemische Schriften[19][20][21]
  - Giuseppe Pometta (1872–1963), geboren in Broglio, Dozent und Lokalhistoriker
  - Mansueto Pometta (* 1874 in Broglio; † 1962 in Bellinzona), Forstingenieur der ETH Zürich, Gemeinderat von Massagno, Staatsrat[14]